# Лаго
Лаго (итал. Lago) је насеље у Италији у округу Козенца, региону Калабрија.
Према процени из 2011. у насељу је живело 1250 становника. Насеље се налази на надморској висини од 559 м.

## Становништво
| 1951. | 1961. | 1971. | 1981. | 1991. | 2001. | 2011. |
| ----- | ----- | ----- | ----- | ----- | ----- | ----- |
| 6.673 | 5.612 | 4.136 | 3.893 | 3.401 | 3.096 | 2.689 |